# Castello Trecchi (Maleo)
Il castello Trecchi è un castello costruito nel XV secolo, situato a Maleo, in provincia di Lodi
L'edificio, edificato sui resti di un preesistente castello, le cui prime testimonianze al riguardo risalgono agli ultimi anni del X secolo, viene attribuito all'architetto lombardo cinquecentesco Pellegrino Tibaldi.
Il castello, trasformato nel corso degli anni in signorile residenza di campagna, rappresenta un complesso di interesse, testimonianza stilistica di più epoche, che si sono successe nei vari lavori di ampliamento, abbellimento e restauro.

## Storia
La prima fonte che cita il castello di Maleo risale al 5 settembre del 991 quando un certo Gualtero, giudice e messo dell'imperatore Ottone III conferma una donazione e parla di Ermengarda, signora del castello di Maleo e moglie di Rotglero, figlio di Romualdo, conte di Bariano e fedele all'imperatore Ottone III. Nel 1157 il castello di Maleo viene distrutto dalle truppe cremonesi, che procedono, poi, alla sua ricostruzione in supporto del forte di Pizzighettone. Il 2 aprile 1164 Federico Barbarossa dona il castello di Maleo al vescovo di Cremona, suo alleato nella lotta con Milano.
Tra il '200 ed il '300 il castello è più volte conteso tra cremonesi e milanesi. Nel 1261 viene conquistato da Napoleone della Torre. Nel 1294, tornato in possesso dei milanesi, viene assediato da truppe cremonesi, tuttavia l'assalto fallisce a causa dall'intervento di truppe piacentine alleate dei Visconti.
Nel cinquecento il castello viene completamente ricostruito, ad opera del nobile cremonese Teodoro Trivulzio. Nella seconda metà del seicento il castello diventa proprietà della famiglia Trecchi. I Trecchi rimangono proprietari del castello fino all'arrivo delle truppe napoleoniche, nel 1796, dopo la vittoria della battaglia di Lodi. Con il ritorno degli austriaci in Lombardia, la famiglia Trecchi rientra in possesso del maniero nel 1813 dietro pagamento di una tassa di affrancazione al governo.
Nel 1998 il castello viene posto in vendita all'asta dal tribunale di Lodi con una base d'asta di 3 miliardi e 200 milioni di lire. tre anni più tardi, dopo che un tentativo di acquisto da parte del comune di Maleo e di altri comuni limitrofi era fallito, l'immobile viene comprato dalla società bresciana Immobiliare Eleonora che lo restaura integralmente negli anni successivi. Nel 2023, viene nuovamente messo in vendita e acquistato dall'Immobiliare Novembre per 1 milione e 370mila euro, con quest'ultima che ne diventa ufficialmente proprietaria dal 18 Aprile 2023, allo scadimento dei termini per l'esercizio dei diritti di prelazione da parte del comune di Maleo.

## Struttura
Il palazzo, il cui ingresso presenta un torrione merlato, è a blocco squadrato con due fronti, una verso il parco e una verso il cortile. La fronte verso il parco è preceduta da un'ampia scalinata in pietra e presenta un balcone al di sotto del quale si trova un ninfeo decorato con una statua di Fauno. La facciata che dà sul cortile risente delle modifiche apportate nel corso del XVI secolo e presenta una loggia a tre fornici su colonne in granito. Dirimpetto al loggiato, all'interno del cortile, si trova una statua di Nettuno risalente al settecento.
L'interno si struttura su più piani: al di sotto del livello del cortile è presente un piano interrato con una ghiacciaia; sono, poi, presenti il piano terra ed il primo piano, separati da un mezzanino ad uso della servitù, infine è presente un piano di sottotetto. Solo il piano terra e il primo piano, destinati ai signori del palazzo, presentano un aspetto monumentale. Il piano terra si articola in alcuni spazi significativi: la loggia di ingresso, chiusa da vetrate, che permette di accedere alla cappella e allo scalone, situati sui lati corti, e al salone centrale, situato sul lato lungo. Dal lato opposto il salone presenta una porta monumentale che consente l'accesso al parco. Da questo salone è possibile raggiungere le stanze dell'appartamento settentrionale: la sala dell'Olimpo, la camera delle Deità marine e il camerino di Apollo che si presentano affrescate.
Nel castello si trova una piccola cappella privata di forma ottagonale, che presenta una volta affrescata dal pittore cinquecentesco Bernardino Campi. Sull'altare, una Madonna col Bambino e San Giovannino di Andrea del Sarto. Di Bernardino Campi sono presenti una Natività, un'Adorazione dei pastori, al contrario, i soffitti della sala delle Deità Marine e dell'Apollo sono opera di Giulio Campi. Nel salone centrale sono presenti grandi quadri raffiguranti scene di caccia. Nella sala da pranzo si trova un grande camino, risalente anch'esso al cinquecento, che presenta un rilievo che viene attribuito allo scultore luganese Giovanni Gaspare Pedoni.
Il parco, originariamente conosciuto come "Piazza d'armi", si presenta come giardino all'inglese con platani e pioppi secolari, un laghetto contornato da salici piangenti ed un tempietto di forma circolare.

## Villa Trecchi
Mentre il ramo principale della famiglia Trecchi occupava il castello, un ramo cadetto della stessa famiglia si installò, a partire dall'inizio del settecento in una costruzione minore, denominata villa Trecchi, costruita di fronte al castello e separata da esso dall'omonimo vicolo. Edificata per volontà dei baroni coniugi Giuseppe Trecchi e Fulvia Pallavicino in una zona dove sorgevano precedentemente alcune abitazioni di proprietà della stessa famiglia Trecchi, della sua progettazione ed realizzazione sono rimaste pochissime informazioni, dopo che i documenti al riguardo sono andati persi alla fine dell'Ottocento, quando la villa è stata venduta alla famiglia Ferri iniziando a soffrire una fase di decadenza in cui fu utilizzata come filanda per la seta.
Diventata, poi di proprietà della manifattura di Turro, subì ingenti danni alle decorazioni artistiche. Terminata l'attività produttiva durante la seconda guerra mondiale alcune parti, tra cui le scuderie furono abbattute. Divenuta, poi, di proprietà del comune di Maleo è stata ristrutturata, divenendo sede delle scuole medie.